# Ugo Bronzini
Ugo Bronzini (Roma, 16 gennaio 1963) è un ex calciatore italiano, di ruolo difensore.

## Carriera
Conta 170 presenze e 3 reti in Serie B con le maglie di Sambenedettese e Messina.